# 阿尔甘萨
阿尔甘萨，是西班牙卡斯蒂利亚-莱昂莱昂省的一个市镇。总面积40平方公里，总人口899人（2001年），人口密度22人/平方公里。